# مهران صدری
مهران صدری بازیگر سینما اهل ایران است که بین سال‌های ۱۳۴۶ تا ۱۳۵۷ فعالیت می‌کرد.

## فیلم‌شناسی
- عبور از مرز شب (۱۳۵۷)
- مبارزی در نیمه راه/شب بازیگران (۱۳۵۷)
- قسم (۱۳۵۴)
- خوشگلا عوضی گرفتین (۱۳۵۳)
- سازش (۱۳۵۳)
- روسیاه (۱۳۵۲)
- قربون هرچی خوشگله (۱۳۵۲)
- کی دسته گل به آب داده؟ (۱۳۵۲)
- عباسه و جعفر برمکی (۱۳۵۱)
- بدنام (۱۳۵۰)
- هارون و قارون (۱۳۴۶)